# Stade Nabeulien
Stade Nabeulien (arabisch الملعب النابلي, DMG al-malʿab an-Nābili) ist ein tunesischer Sportverein aus der Stadt Nabeul in der Region Cap Bon. Der im Jahr 1936 gegründete Verein ist afrikaweit für sein Basketballteam bekannt, beherbergt aber auch eine erfolgreiche Rugbyabteilung. Mit zwanzig Titeln auf nationaler Ebene ist Stade Nabeulien der zweiterfolgreichste Verein in der Geschichte des Basketballs in Tunesien. Der Verein spielt in der ersten Liga des Landes und wird vom serbischen Trainer Knezevic betreut.

## Erfolge
| National | International |
| --- | --- |
| - Tunesische Basketball-Liga (8) - Meister: 1963, 1975, 1989, 1992, 1996, 2006, 2008, 2010 - Tunesischer Pokal (12) - Sieger: 1966, 1973, 1980, 1990, 1993, 1996, 1997, 2004, 2007, 2008, 2009, 2010 - Finalist: 1967, 1968, 1979, 1987, 1991, 1994, 2003, 2006, 2011, 2013 - Meister der zweiten Liga (1) - 2025 - Tunesischer Supercup (0) - Finalist: 2004 - Tunesischer Ligapokal (0) - Finalist: 2015, 2020 | - Arabische Champions League (1) - Sieger: 1997 - Finalist: 1993 - Nordafrikanischer Pokal (1) - Sieger: 1953 - Nordafrikanische Meisterschaft der Vereine (0) - Finalist: 1989 |

## Andere Abteilungen
Von allen Sektionen des Klubs kann lediglich das Rugbyteam an die Erfolge des Basketballteams anknüpfen.

### Rugby
Die Rugbymannschaft des Vereins ist sechzehnfacher Meister und gewann zwölf Landespokale. Zwar galt man immer als Topverein, dominierte die Liga aber vor allem in den Neunzigern und zu Beginn des neuen Jahrtausends. Die Mannschaft blieb bei Heimspielen jahrelang ungeschlagen.
- Tunesische Meisterschaft (16)
  - 1988, 1991, 1993, 1994, 1996, 1997, 1998, 1999, 2002, 2003, 2004, 2005, 2008, 2009, 2010, 2021
- Tunesischer Pokal (12)
  - 1984, 1991, 1992, 1994, 1997, 2001, 2003, 2005, 2006, 2008, 2009, 2022

### Fußball
Stade Nabeuliens Fußballer spielen in der dritten Liga des Landes.
Titel:
- Drittligameister (3)
  - 1972, 2011, 2016
- Viertligameister (3)
  - 1962, 1998, 2015

### Handball
Die Handballmannschaft spielt in der Saison 2022/2023 in der Division nationale B, der zweiten Liga Tunesiens und spielte mehrere Saisons auch in der ersten Liga. Zu den Erfolgen gehört unter anderem die Finalteilnahme beim Endspiel um den tunesischen Pokal 1975, welche man knapp gegen den Rekordmeister Espérance verlor.